# Sé (Lissabon)
Sé war bis 2013 eine Stadtgemeinde (Freguesia) der portugiesischen Hauptstadt Lissabon. In ihr lebten 904 Einwohner (Stand 30. Juni 2011). Wichtigstes und namensgebendes Bauwerk ist die Sé de Lisboa, die Kathedralkirche des Patriarchats von Lissabon. 
Seit 28. September 2013, dem Inkrafttreten der Administrativen Neuordnung in Portugal gehört sie mit elf anderen Innenstadtbezirken zur neu geschaffenen Freguesia Santa Maria Maior. 

## Weblinks

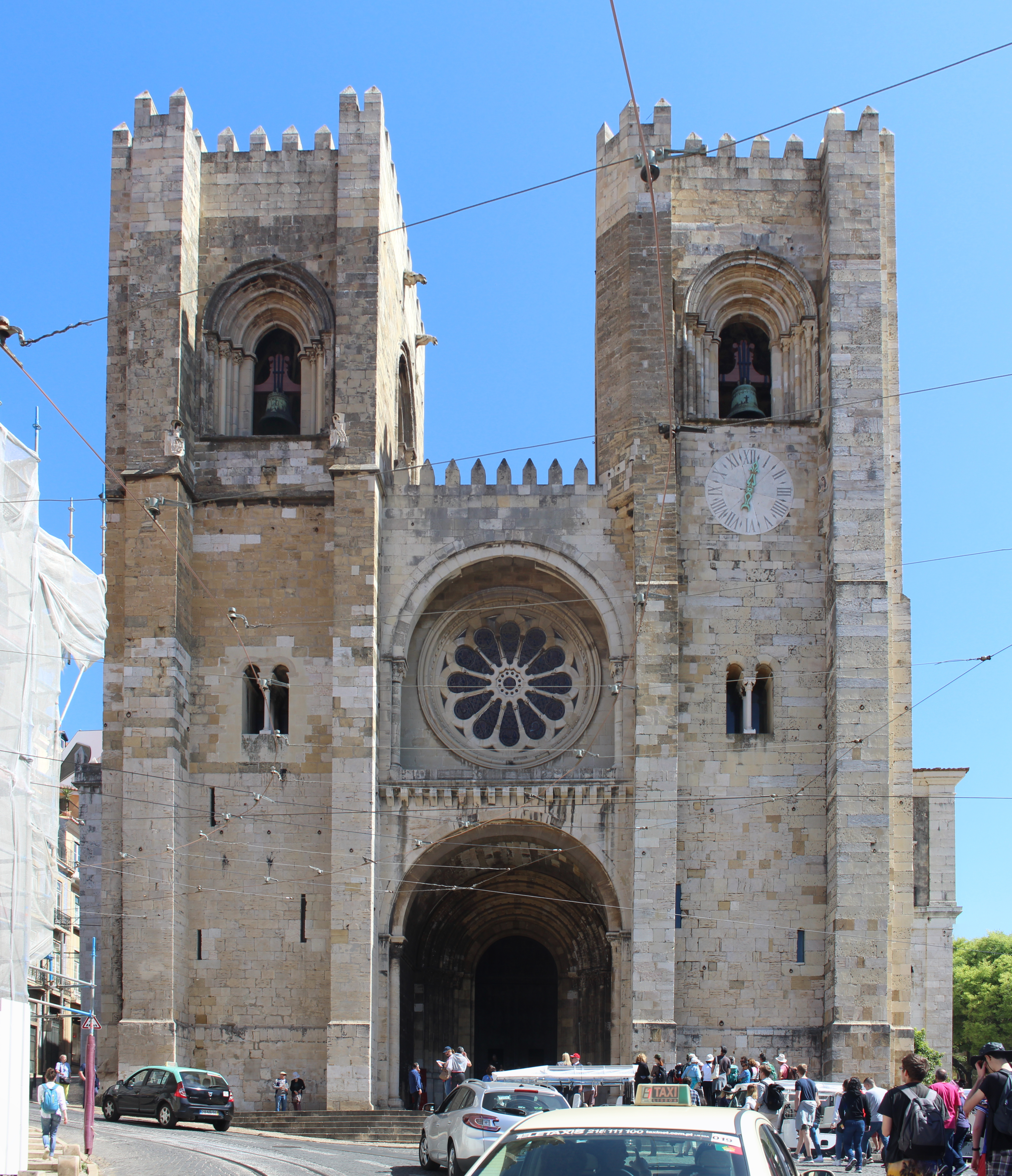
Sé Patriarcal de Lisboa